# Jazīrat an Nabī Şāliḩ
Jazīrat an Nabī Ṣāliḥ (arabiska: جَزِيرَة اَلنَّبِي صَالِح) är en ö i Bahrain. Den ligger i Huvudstadsprovinsen, i den norra delen av landet. Arean är 1,3 kvadratkilometer.
Terrängen på Jazīrat an Nabī Ṣāliḥ är mycket platt. Öns högsta punkt är 9 meter över havet. Den sträcker sig 1,7 kilometer i nord-sydlig riktning, och 1,3 kilometer i öst-västlig riktning.